# Corsomyza simplex
Corsomyza simplex är en tvåvingeart som beskrevs av Christian Rudolph Wilhelm Wiedemann 1820. Corsomyza simplex ingår i släktet Corsomyza och familjen svävflugor. Inga underarter finns listade i Catalogue of Life.